# 1 E13 s
- 1013 s 미만
- 1013초 -- 약 31만 7천 년

- 약 38만 년 -- 우주가 탄생하고 나서 수소 원자가 탄생하기까지의 시간.
- 약 60만 년 -- 인류가 언어를 쓸 수 있게 되고 나서 흐른 시간.
- 약 70만 년 -- 마지막 지구 자기장의 반전 이후로 흐른 시간.
- 100만 년 -- 청색 초거성의 평균 수명.
- 150만 년 -- 제3기와 플리오세가 끝나고 제4기와 플라이스토세가 시작된 이후로 흐른 시간.

- 1014 s 이상